# Wolne Sądy
Wolne Sądy – niezależna inicjatywa obywatelska powołana do życia w 2017 roku na fali protestów społecznych w obronie niezależności Sądu Najwyższego przez grupę prawników. W 2020 roku prawnicy tworzący inicjatywę powołali Fundację Wolne Sądy, organizację pozarządową, której misją jest wspieranie inicjatyw i działalność edukacyjna na rzecz ochrony praworządności w Polsce.

## Działalność
Działalność inicjatywy Wolne Sądy koncentruje się na sprzeciwie wobec – zachodzącego ich zdaniem – łamania przez większość rządzącą trójpodziału władz, rządów prawa i porządku konstytucyjnego. W początkowym jej okresie inicjatywa nagrywała krótkie filmiki publikowane w mediach społecznościowych o tym, na czym polega istota niezależności sądownictwa i niezawisłości sędziowskiej oraz dlaczego jest ona ważna dla każdego obywatela. W filmach występowały znane osoby – aktorzy, prawnicy, lekarze, dziennikarze, artyści, którzy na podstawie przykładów z życia codziennego przedstawiali sedno powyższego zagadnienia.
Obecnie działalność inicjatywy rozciąga się poza media społecznościowe. Wolne Sądy nadal publikują materiały wideo i spoty dotyczące bieżących wydarzeń i problemów społecznych, ale także prowadzą własną audycję w radiu Tok FM, publikują stanowiska, raporty, opinie i często zabierają głos w mediach.
W 2018 r. współtworzyły Komitet Obrony Sprawiedliwości KOS, organizację, która reprezentuje i zapewnia pomoc represjonowanym sędziom sądów powszechnych, sędziom Sądu Najwyższego i Naczelnego Sądu Administracyjnego oraz prokuratorom.
Członkowie inicjatywy spotykają się z komisarzami Unii Europejskiej odpowiedzialnymi za praworządność, urzędnikami Komisji Europejskiej oraz parlamentarzystami, przedstawiając obywatelskie i eksperckie spojrzenie na zmiany dokonywane w polskim wymiarze sprawiedliwości, w szczególności z punktu widzenia standardów Unii Europejskiej. Uczestniczą w procesach legislacyjnych w parlamencie jako eksperci lub obywatelscy krytycy proponowanych rozwiązań w sądownictwie. Uczestniczyli m.in. w pracach zespołów parlamentarnych ds. Ładu Konstytucyjnego oraz Reformy Wymiaru Sprawiedliwości.
W czerwcu 2021 inicjatywa Wolne Sądy wydała raport „2000 dni bezprawia” pokazujący, w jaki sposób władza polityczna doprowadziła do destrukcji państwa prawa. Raport jest aktualizowany na bieżąco.

## Sprawy przed trybunałami międzynarodowymi i sądami krajowymi
Prawnicy z inicjatywy Wolne Sądy występują przed Trybunałem Sprawiedliwości Unii Europejskiej (TSUE) w kluczowych postępowaniach dotyczących niezależności sądów i niezawisłości sędziów, które mają zasadnicze znaczenie dla ochrony praworządności nie tylko w Polsce, ale i w całej Europie. Reprezentowali między innymi sędziego Naczelnego Sądu Administracyjnego w sprawie C-585/18 – A.K. (Niezależność Izby Dyscyplinarnej Sądu Najwyższego), która zakończyła się bardzo ważnym i przełomowym orzeczeniem z 19 listopada 2019 r.
Są pełnomocnikami sędziego Sądu Okręgowego w Krakowie Waldemara Żurka w sprawie C-487/19, w której TSUE podważył legalność osób powołanych do Izby Kontroli Nadzwyczajnej i Spraw Publicznych Sądu Najwyższego i uznał, że składy Sądu Najwyższego z ich udziałem nie mogą być uznane za niezawisły i bezstronny sąd ustanowiony uprzednio na mocy ustawy, a sądy krajowe mogą uznawać orzeczenia wydane z ich udziałem za niebyłe.
Przed Europejskim Trybunałem Praw Człowieka (ETPCz) w Strasburgu reprezentowali m.in. skarżących sędziów w sprawie Dolińska-Ficek i Ozimek p-ko Polsce (skargi nr 49868/19 i 57511/19). ETPCz orzekł, że Izba Kontroli Nadzwyczajnej i Spraw Publicznych SN, która rozpoznawała sprawy skarżących, nie jest niezależnym i bezstronnym sądem ustanowionym ustawą i stwierdził, że Polska naruszyła prawo skarżących do rzetelnego procesu sądowego. Są również pełnomocnikami sędziego Igora Tulei przed Trybunałem.
Reprezentowali w sądzie obywatelskiego aktywistę w sprawie naklejek „strefa wolna od LGBT”, które rozpowszechniał prawicowy tygodnik „Gazeta Polska”.
Reprezentowali również prof. Małgorzatę Gersdorf, byłą Pierwszą Prezes Sądu Najwyższego, w sprawie przeciwko Stanisławowi Piotrowiczowi, posłowi Prawa i Sprawiedliwości (obecnie sędziemu Trybunału Konstytucyjnego), który w jednej ze swoich wypowiedzi nazwał sędziów Sądu Najwyższego „złodziejami”. Wyrok, zgodnie z którym Piotrowicz ma przeprosić prof. Gersdorf uprawomocnił się w 2021.
Prawnicy z inicjatywy reprezentowali także prof. Wojciecha Sadurskiego w sprawie dotyczącej wolności słowa, gdy został pozwany przez PiS za nazwanie ich zorganizowaną grupą przestępczą. Prof. Sadurski wygrał sprawę prawomocnie.

## Członkowie zarządu Fundacji Wolne Sądy
- Sylwia Gregorczyk-Abram – adwokatka, współzałożycielka inicjatywy i członkini zarządu Fundacji Wolne Sądy,
- Maria Ejchart-Dubois – prawniczka, współzałożycielka inicjatywy i członkini zarządu Fundacji Wolne Sądy,
- Paulina Kieszkowska-Knapik – adwokatka, współzałożycielka inicjatywy i członkini zarządu Fundacji Wolne Sądy,
- Michał Wawrykiewicz – adwokat, współzałożyciel inicjatywy i członek zarządu Fundacji Wolne Sądy.

## Fundacja Wolne Sądy
W 2020 roku inicjatywa powołała do życia Fundację Wolne Sądy. Zgodnie z jej Statutem celem fundacji jest poszerzanie wiedzy i działania na rzecz umacniania niezależności sądów i niezawisłości sędziów, a także aktywność w zakresie poszanowania zasady praworządności, wspierania szeroko pojętej ochrony praw człowieka, swobód obywatelskich oraz przeciwdziałania dyskryminacji poprzez prowadzenie:
- działalności edukacyjnej związanej z poszerzaniem wiedzy w społeczeństwie o kluczowym charakterze niezależności i niezawisłości sędziów dla praworządnego i demokratycznego państwa,
- działalności związanej z promocją społeczeństwa obywatelskiego oraz wpieraniem rozwoju organizacji pozarządowych i idei wolontariatu,
- działalności upowszechniającej ochronę wolności i praw człowieka związaną w szczególności z promowaniem wolności słowa, swobodnej wymiany myśli i idei oraz równego traktowania oraz przeciwdziałaniem dyskryminacji ze względu m.in. na tożsamość, orientację seksualną i płeć,
- działalności informacyjnej, publicystycznej i wydawniczej, oraz
- działalności społecznej i charytatywnej.

## Nagrody i wyróżnienia
- 2018 – Nagroda Newsweeka im. Teresy Torańskiej[14].
- 2019 – Nagroda radia Tok FM im. Anny Laszuk za “wyjątkowy wpływ na rzeczywistość”[15].
- 2019 – zespołowe wyróżnienie w XIII edycji Nagrody im. Edwarda J. Wende za stworzenie inicjatywy #Wolne Sądy otrzymali: Maria Ejchart-Dubois, Sylwia Gregorczyk-Abram, Paulina Kieszkowska-Knapik, Michał Wawrykiewicz[16].
- 2020 – Europejska Nagroda Obywatelska przyznawana przez Parlament Europejski[17].
- 2022 – Nagroda Fundacji im. Janiny Paradowskiej i Jerzego Zimowskiego[18].